# ウースター (駆逐艦)
ウースター(HMS Worcester, D96)はイギリス海軍のアドミラルティ改W級駆逐艦。ホワイト社により1918年12月20日に起工、1919年10月24日に進水、1922年9月20日に竣工した。常備排水量1,140t、速力34ノット、12cm単装砲4基、3連装魚雷発射管2基。
1942年2月12日、北海南部で僚艦5隻と訓練中にドイツ戦艦「シャルンホルスト」、「グナイゼナウ」、巡洋艦「プリンツ・オイゲン」の英仏海峡突破作戦（チャンネルダッシュ）に遭遇し、これを攻撃。その際、僚艦との連携がうまくいかず単艦にて肉薄攻撃を行うことになった。発射した魚雷3本はいずれも外れ、逆に「グナイゼナウ」と「プリンツ・オイゲン」の砲撃を受けて砲弾7発が命中するも、沈没を免れ、翌13日に満身創痍ながら自力で母港に帰還した。
本艦は1943年12月23日に触雷、修理されることなく戦後の1945年に退役、売却されている。

## 文献
- 『高速戦艦脱出せよ！』　ジョン・ディーン・ポター著、内藤一郎訳、ハヤカワ文庫（1977年）